# George Ayscue
Sir George Ayscue (vers 1616-1671) est un officier de marine anglais, qui sert pendant la guerre civile anglaise et lors des guerres anglo-néerlandaises.

## Biographie
En 1648, pendant la guerre civile, tout en servant de capitaine dans la marine pour le compte du Parlement, il empêche la flotte de passer dans le camp royaliste, et est nommé général en mer. En 1651 il sert sous les ordres de Robert Blake dans la reconquête des îles Scilly de Sir John Grenville.
Plus tard la même année, il mène une flotte anglaise qui organise le blocus de la Barbade, lors de l'expédition de la Barbade contre le gouverneur Willoughby. L'amiral George Monck trouve alors un compromis négocié avec un futur gouverneur de l'île, Thomas Modyford et quelques années plus tard change de camp pour s'allier aux royalistes, tandis que Thomas Modyford deviendra gouverneur de la Barbade puis de la Jamaïque.
Durant la Première guerre anglo-néerlandaise il est défait par l'amiral néerlandais Michiel de Ruyter à la bataille de Plymouth. Relevé de son commandement, il entre au service de la marine royale suédoise, jusqu'à la restauration de Charles II.
Pendant la Deuxième guerre anglo-néerlandaise il commande une escadre à la bataille de Lowestoft en 1665. À la bataille des Quatre Jours, en 1666, son navire amiral, le HMS Prince Royal, échoue sur le banc du Galloper et il est forcé de se rendre, gagnant le triste privilège d'être le dernier amiral de la marine anglaise à être capturé par l'ennemi[réf. nécessaire]. Il passe le reste de la guerre prisonnier à la prison d'État de Loevestein aux Provinces-Unies.